# Pteromyscus pulverulentus
O Pteromyscus pulverulentus é um esquilo-voador e a única espécie no gênero Pteromyscus. É encontrado em Brunei, Indonésia, Malásia, e Tailândia. Seu habitat natural são florestas secas subtropicais ou tropicais. Pteromyscus pulverulentus ocupa principalmente as florestas primárias de várzea. É menos comum em maiores altitudes até 910m. Está ameaçado por destruição de habitat. Ele passou de Baixo Risco em 1996 para Em Perigo em 2008.

## Características
O comprimento do corpo varia de 22–29 cm, mais o comprimento da cauda que varia de 18–23 cm, o comprimento do pé traseiro varia de 38 –45 mm e comprimento da orelha varia de 17–23 mm. Seu peso varia de 134-252 g. As partes superiores são de marrom escuro a negro. A base dos cabelos são cinza com faixas amarelo-amarronzadas ou esbranquiçadas perto do final. A parte inferior é branco amarelo-amarronzado, os pés são marrom-claro, e as bochechas são cinza. A cauda apresenta mais longos pêlos do que em lugares na parte superior ou inferior, dando-lhe um perfil um pouco achatado, mas não tão acentuada como em espécies do gênero Glaucomys. A cauda peluda é castanho-acinzentada, com pêlos enegrecidos na ponta. Pteromyscus pulverulentus são animais noturnos e são principalmente solitários. Em Sabah passam os dias em buracos de árvores 3 a 4 metros acima do solo. Acredita-se que essa espécie se alimenta de material vegetal, incluindo folhas, folhas recém-formadas ou flores que ainda não se abriram, flores indicativas de frutos e novos brotos.

## Reprodução
Pteromyscus pulverulentus reproduz e dá a luz na Malásia, em todos os meses do ano. O tamanho da ninhada é de 1 a 2, com uma média de 1,3. Ninhadas e fêmeas grávidas são encontradas em todo o ano, embora apenas em pequenas quantidades.